# Mycoplasma gypis
Mycoplasma gypis è una specie di batterio appartenente alla famiglia delle Mycoplasmataceae.